# Nyamata
Nyamata är en ort i Östprovinsen i Rwanda. Den hade 17 076 invånare år 2012.